# Tombes de nez

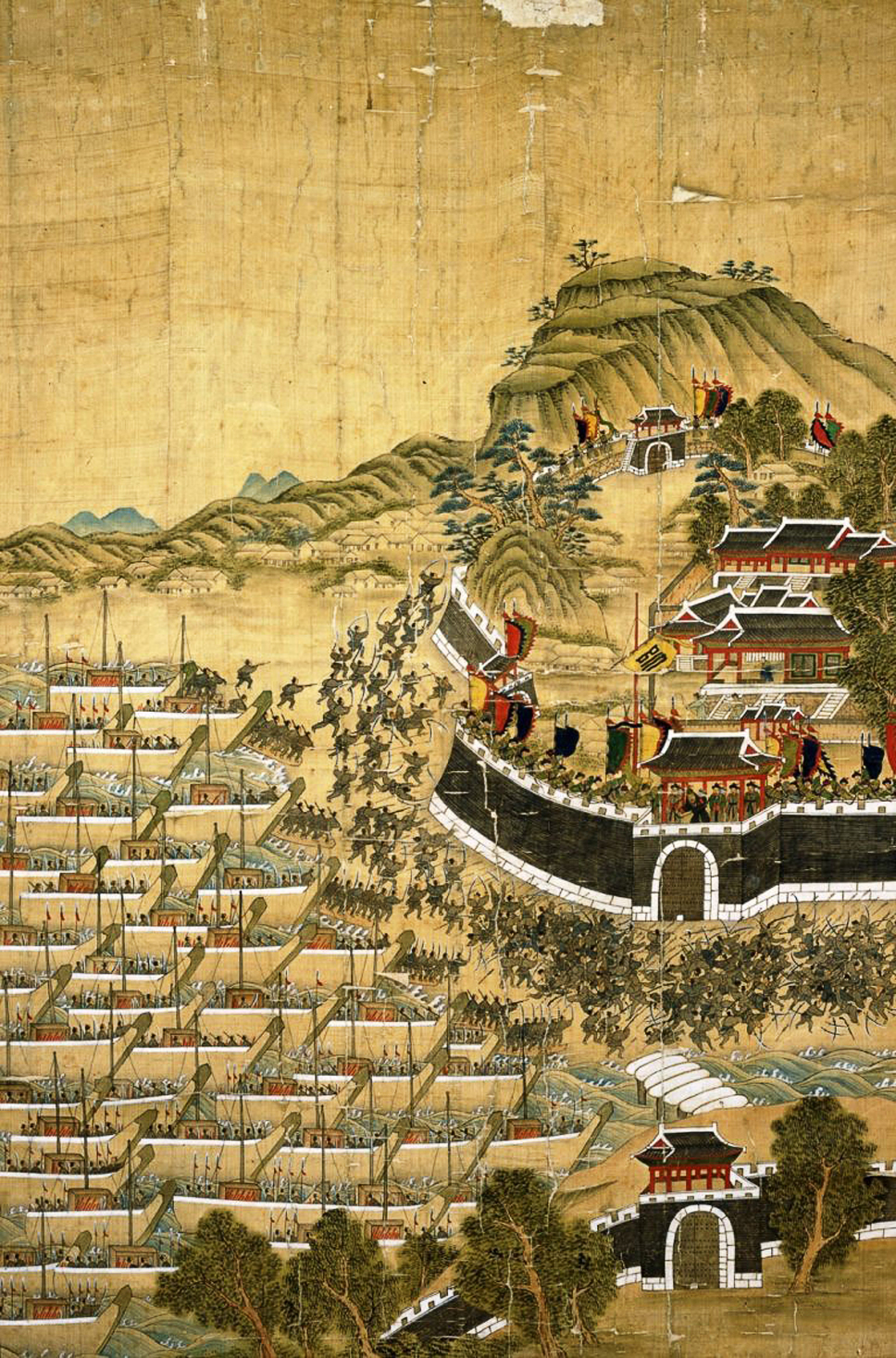
Invasion japonaise de la Corée en 1592

Les tombes de nez (鼻の墓) sont des tombes qui contiennent des nez ou d'autres parties du corps de Coréens tués et rapportés au Japon comme trophées durant l'invasion japonaise de la Corée de la fin du XVIe siècle. Les trophées de guerre sont une tradition japonaise de l'époque et les guerriers samouraïs sont souvent payés en fonction du nombre qu'ils en rassemblent.

## Histoire et commémoration

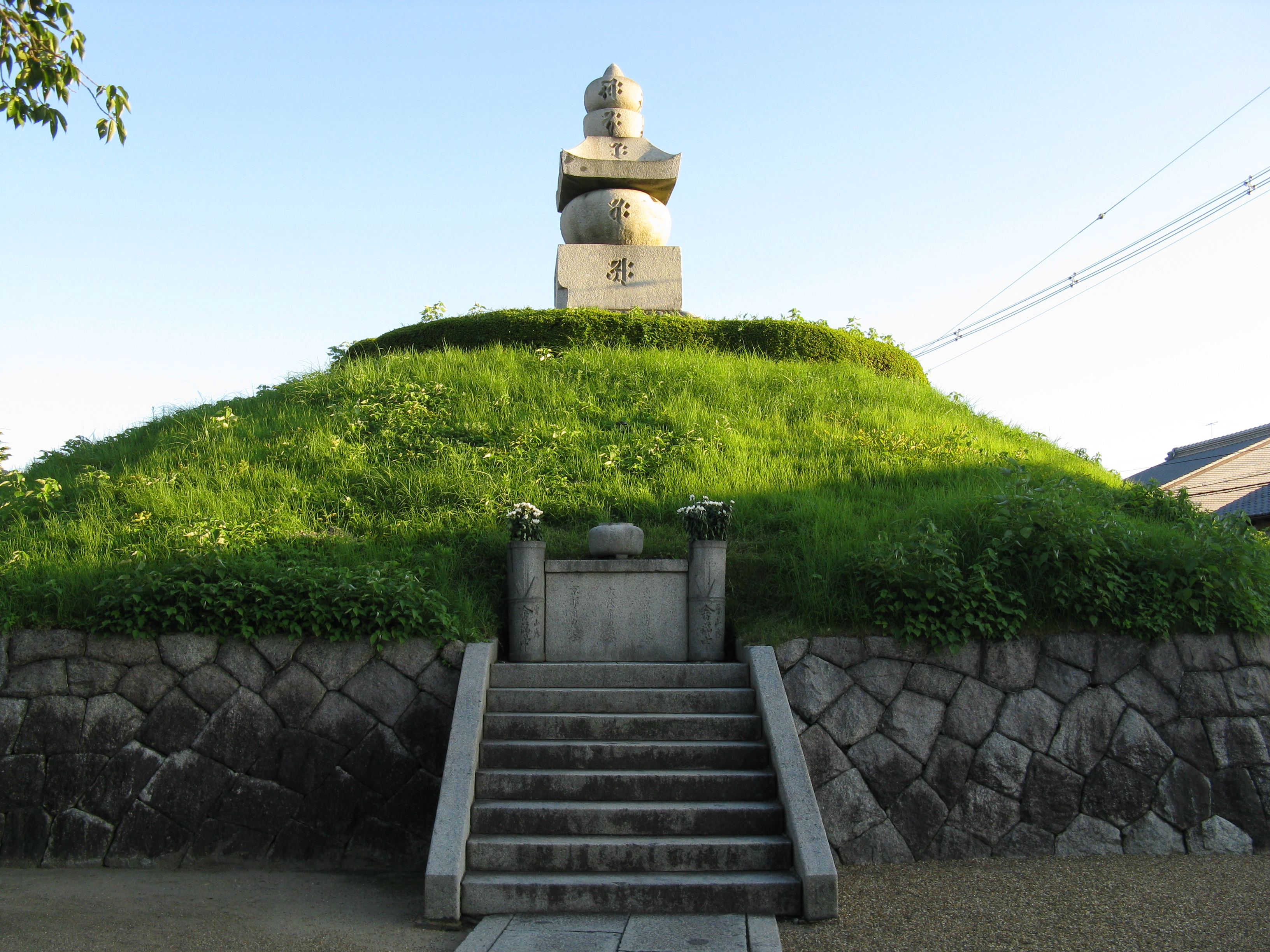
Mimizuka. Vue du tertre.

Une  tombe de nez est découverte en 1983 à Okayama. Ce tombeau contient les nez coupés et marinés d'environ 20 000 Coréens morts, finalement retournés en Corée en 1992 et incinérés. Une tombe semblable existe encore aujourd'hui à Kyoto appelée Mimizuka, littéralement « monticule oreille ». Au Japon, ces tombes sont considérées comme des reliques par les quelques personnes qui les connaissent mais, en Corée, ces tombes sont très bien connues (dans les années 1970, leur existence est même enseignée aux écoliers et elles sont représentées dans les bandes dessinées) et sont souvent à l'origine d'un sentiment antijaponais.

## Source de la traduction
- (en) Cet article est partiellement ou en totalité issu de l’article de Wikipédia en anglais intitulé « Nose tomb » (voir la liste des auteurs).